# Lars Jorde
Lars Jorde (22. maj 1865 - 25. septembar 1939) je bio norveški slikar i ilustrator.
Rođen je u Vangu, Hedmark, ali se brzo preselio u Lilehamer. Učio je od velikih imena kao što u Gerhard Munk, Alfred Filipe Rol, Eilif Petersen i Harijet Beker. Tokom svje karijere je radio u različitim stilovima i nekoliko njegovih dela se nalazi u Nacionalnoj galeriji u Oslu.
Jorde je takodje radio i kao ilustrator i od tih radova su mu najpoznatiji: Fram over polhavet (1897) i Andersen's I cancelliraadens dage (1907) i I brønden og (1898).